# Pont de Campmany
El Pont de Capmany se situa al sud del nucli de Campmany. Aquesta obra popular va ser construïda l'any 1922

## Descripció
Situat al sud del nucli urbà de la població de Capmany, damunt el curs del riu Merdança, a la carretera GI-602. Es tracta d'un pont format per un sol arc rebaixat bastit amb maons, amb els brancals fets mitjançant un parament de pedres grans que es repeteix a la part superior de l'estructura, i amb les cantonades rematades amb maons. L'arc presenta la dovella clau d'obra destacada tant per la banda de migdia com la de tramuntana de l'estructura.

## Notícies històriques
La construcció de la carretera Roses-Capmany es va realitzar l'any 1922. Aquest obra inclou el pont d'accés al nucli urbà de Campmany.